# Мачилипатнам
Масулипатам, Мачхалипа́ттанам, Мачилипатнам (англ. Machilipatnam pronunciationо файле) — город в индийском штате Андхра-Прадеш. Административный центр округа Кришна. Средняя высота над уровнем моря — 13 метров. По данным всеиндийской переписи 2001 года, в городе проживало 183 370 человек, из которых мужчины составляли 50 %, женщины — соответственно 50 %. Уровень грамотности взрослого населения составлял 69 % (при общеиндийском показателе 59,5 %). Уровень грамотности среди мужчин составлял 73 %, среди женщин — 65 %. 10 % населения было моложе 6 лет.